# Kush Maini
Pour les articles homonymes, voir Maini.
Kush Maini (en hindi : कुश मैनी, et en kannada : ಕುಶ ಮೈನಿ), né le 22 septembre 2000 à Bangalore (Karnataka), est un pilote automobile indien.
En sport-prototype, il participe à des championnats tels que le championnat du monde d'endurance. En monoplace, il participe à des championnats tels que le championnat d'Asie de Formule 3, le championnat d'Italie de Formule 4, le championnat d'Allemagne de Formule 4 et la Formula Renault Eurocup.
Il est le frère cadet d'Arjun Maini, anciennement engagé en GP3 et en Formule 2, et le neveu du magnat des affaires indien Chetan Maini (en).

## Carrière

### Formule 4
Maini débute en 2016 en Formule 4 italienne et court pour l'écurie BVM Racing. Sa saison commence avec des entrées dans les points lors des six premières courses. En fin de saison, il monte sur son premier podium lors de la dernière course à Vallelunga. Il se classe seizième du championnat avec 53 points. 
L'année suivante, il signe avec l'écurie Jenzer Motorsport. Il monte à deux reprises sur le podium à Imola et à Monza et marque le double de points de la saison précédente. Il se classe huitième du championnat avec 114 points. La même année, il participe aussi à la Formule 4 allemande pour Jenzer Motorsport mais n'effectue que trois courses.

### Formula Renault Eurocup
En 2019, Maini participe à la Formula Renault Eurocup pour l'écurie belge M2 Compétition. Il monte sur le podium pour sa première course à Monza mais ne parvient pas à réitérer cette performance tout au long de la saison. Il se classe sixième du championnat avec 102 points et termine deuxième meilleur rookie de la saison.

### Formule 3

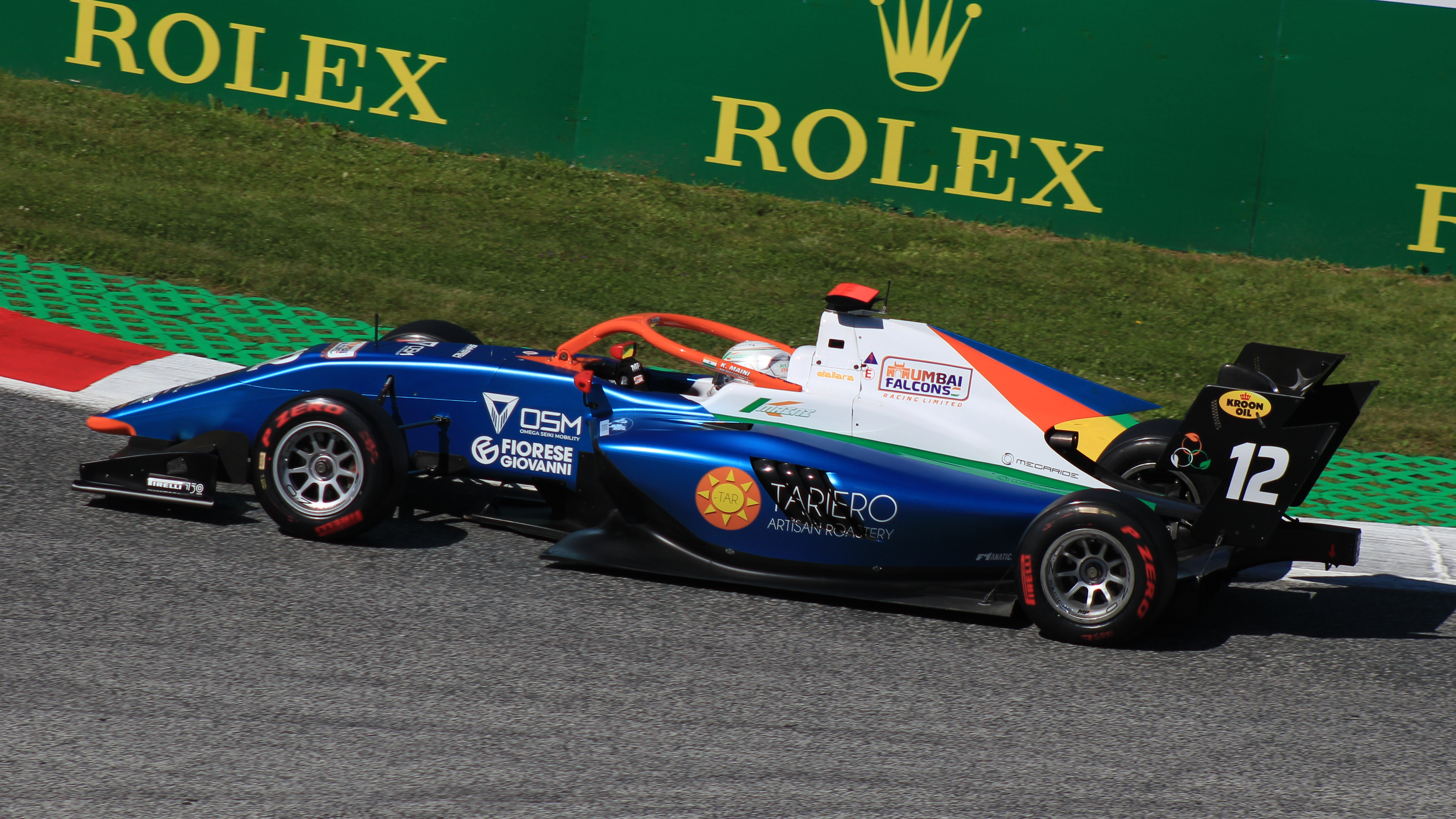
Kush Maini en Formule 3 FIA en 2022 à Spielberg.

Le pilote indien débute en Formule 3 en 2018 avec la Formule 3 britannique, dans l'équipe Lanan Racing et obtient sa première victoire dans la catégorie. Il monte plusieurs fois sur le podium et termine 3e de la compétition. Il rejoint de nouveau la Formule 3 britannique en 2020 au sein de l'écurie Hitech GP, où il signe plusieurs victoires et finit vice-champion. L'année suivante, il participe au championnat de Formule 3 asiatique pour l'écurie Mumbai Falcons. Au terme de la saison, il décroche un podium et se classe 11e. En 2022, il participe l'année suivante au championnat de Formule 3 FIA avec MP Motorsport et obtient un podium . Il se classe 14e du championnat.

### Formule 2

#### 2023

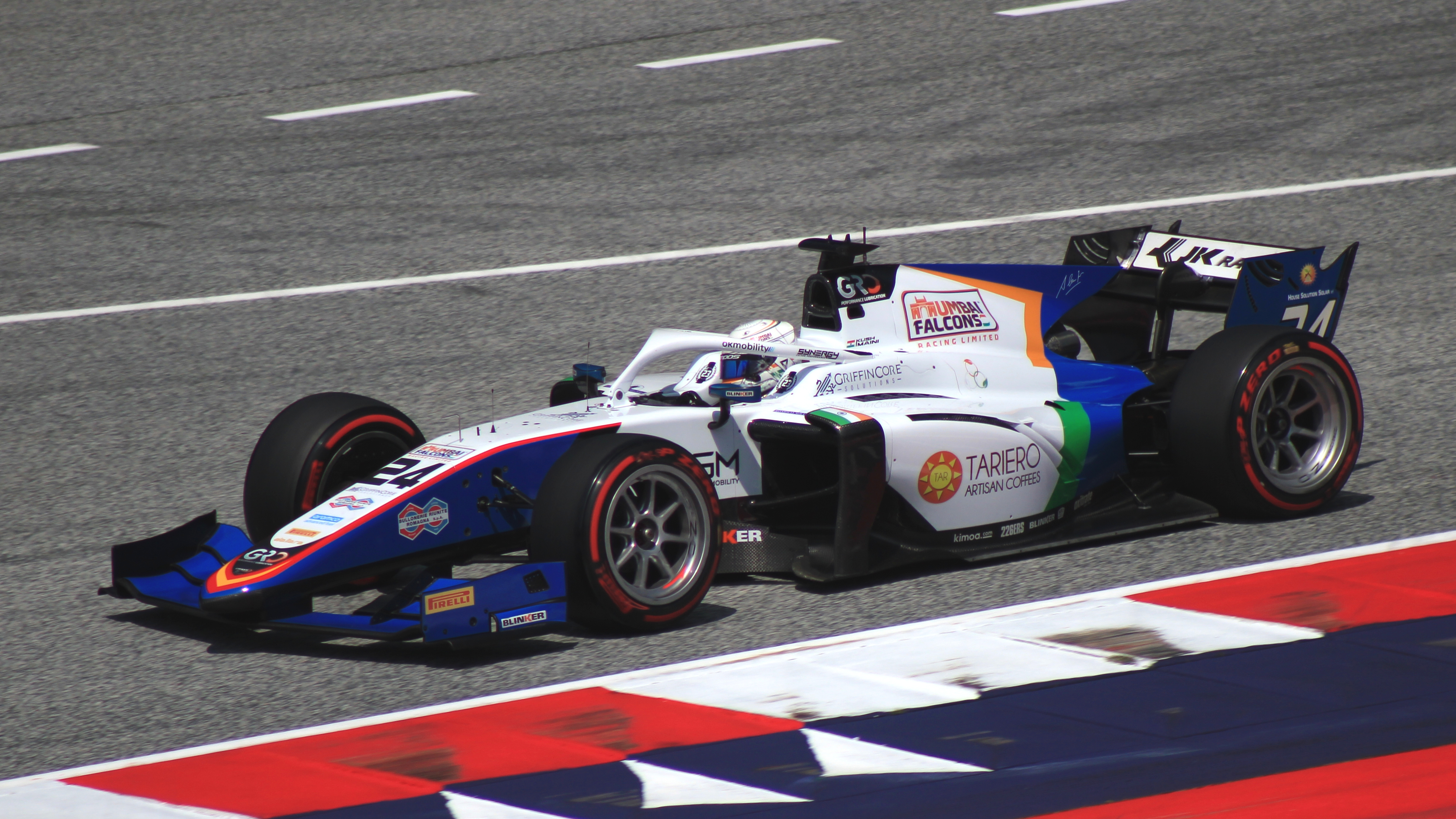
Kush Maini en Formule 2 en 2023 à Spielberg.

Maini rejoint la Formule 2 en 2023 avec Campos Racing. A Bahreïn, il est longtemps deuxième mais cède en fin de course face à Ralph Boschung et Zane Maloney, laissant filer le podium. Il décroche son premier podium à Melbourne après une belle bataille face à Arthur Leclerc. Après des entrées dans les points régulières à Monaco et à Bakou, il connait un passage à vide au cours des trois manches suivantes où il n'inscrit aucun point. Il fait son retour dans les points à Budapest où il termine sixième après avoir obtenu la pole grâce à la grille inversée. A Spa-Francorchamps, il marque de nouveau des points dans une course chaotique mais est ensuite harponné par Jak Crawford. Il marque ses derniers points de la saison à Abou Dabi en finissant neuvième après avoir reçu une pénalité pour un accrochage avec Juan Manuel Correa. Il se classe onzième du championnat avec 62 points inscrits juste devant son compatriote expérimenté Jehan Daruvala. En octobre 2023, il rejoint l'Alpine Academy.

#### 2024

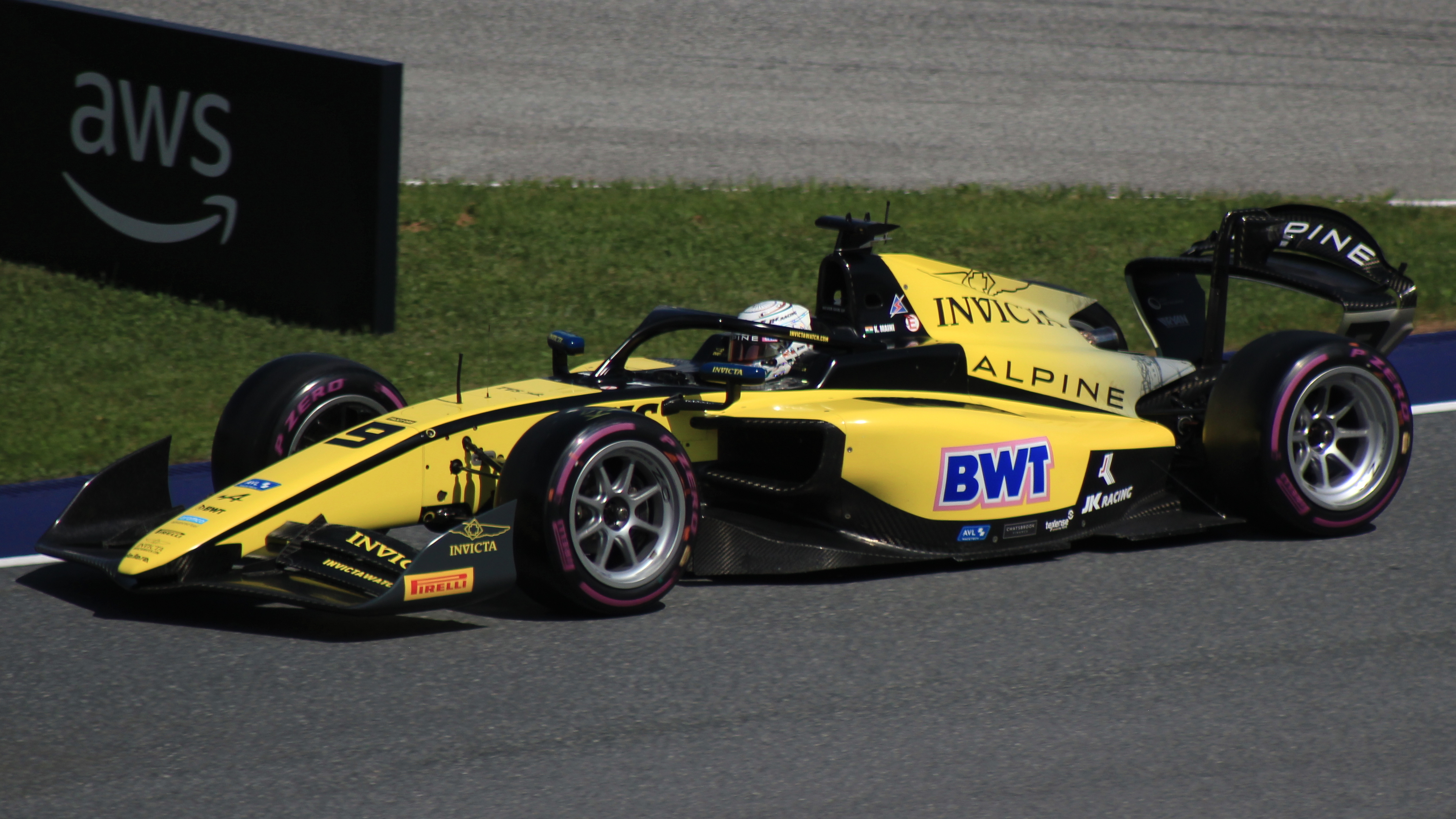
Kush Maini en Formule 2 en 2024 à Spielberg.

Pour sa seconde saison, Maini rejoint Invicta Racing aux côtés du champion de Formule 3 FIA, Gabriel Bortoleto. Il démarre sa saison en réalisant le meilleur temps des qualifications à Bahreïn, mais est ensuite disqualifié pour une infraction au règlement technique. Il réalise une remontée remarquée en gagnant quatorze places pour terminer septième,. A Jeddah, Maini réalise le deuxième temps des qualifications mais s'élance en pole position grâce au forfait d'Oliver Bearman, appelé par Ferrari pour dispute le Grand Prix d'Arabie saoudite. Il termine deuxième. Il décroche ensuite un autre podium à Melbourne en terminant troisième de la course sprint. Après deux autres podiums à Barcelone et à Silverstone, l'Indien remporte sa première victoire à Budapest et inscrit ses derniers points de la saison sur ce même circuit. A Bakou, il cale sur la grille de départ puis est violemment percuté par Pepe Martí qui part dans une série de tonneaux. Les deux pilotes s'en sortent cependant indemnes. Il se classe treizième du championnat avec 74 points inscrits.

## Palmarès

### Résultats en monoplace
| Saison | Championnat             | Écurie                 | Courses | Victoires | Pole positions | Meilleurs tours | Podiums | Points | Classement |
| ------ | ----------------------- | ---------------------- | ------- | --------- | -------------- | --------------- | ------- | ------ | ---------- |
| 2016   | Formule 4 italienne     | BVM Racing             | 21      | 0         | 0              | 0               | 1       | 53     | 16e        |
| 2017   | Formule 4 italienne     | Jenzer Motorsport      | 21      | 0         | 0              | 0               | 2       | 114    | 8e         |
| 2017   | Formule 4 allemande     | Jenzer Motorsport      | 3       | 0         | 0              | 0               | 0       | 0      | n.c        |
| 2018   | Formule 3 britannique   | Lanan Racing           | 23      | 1         | 2              | 4               | 8       | 366    | 3e         |
| 2019   | Formula Renault Eurocup | M2 Competition         | 20      | 0         | 0              | 0               | 1       | 102    | 6e         |
| 2020   | Formule 3 britannique   | Hitech Grand Prix      | 24      | 3         | 2              | 1               | 12      | 448    | 2e         |
| 2021   | Formule 3 asiatique     | Mumbai Falcons Limited | 15      | 0         | 0              | 2               | 1       | 55     | 11e        |
| 2022   | Formule 3 FIA           | MP Motorsport          | 18      | 0         | 0              | 0               | 1       | 31     | 14e        |
| 2023   | Formule 2               | Campos Racing          | 26      | 0         | 0              | 0               | 1       | 62     | 11e        |
| 2024   | Formule 2               | Invicta Racing         | 28      | 1         | 1              | 1               | 5       | 74     | 13e        |
| 2025   | Formule 2               | DAMS Lucas Oil         | 19      | 1         | 0              | 0               | 1       | 26     | 13e        |

### Résultats enChampionnat du monde d'endurance
| Année | Écurie         | Châssis  | Moteur                              | Classe      | 1   | 2   | 3   | 4   | 5      | 6   | Position | Points |
| ----- | -------------- | -------- | ----------------------------------- | ----------- | --- | --- | --- | --- | ------ | --- | -------- | ------ |
| 2021  | ARC Bratislava | Oreca 07 | Gibson GK428 4,2 L V8 atmosphérique | LMP2 Pro/Am | SPA | POR | MNZ | LMS | BHR 10 | BHR | 30e      | 1      |